# أغنياء آسيويون مجانين
أغنياء آسيويون مجانين (بالإنجليزية: Crazy Rich Asians)‏ هو فيلم أمريكي رومانسي كوميدي-درامي صدر سنة 2018 مقتبس عن رواية تحمل نفس الاسم للكاتبة كيفن كوان (صدرت سنة 2013). يتحدث الفيلم عن شابة أمريكية من أصل آسيوي تسافر للقاء عائلة حبيبها المتواضع ولكنها تتفاجأ عندما تكتشف أن عائلته من بين أغنى العائلات في سنغافورة.
الفيلم من إخراج جون إم تشو، سيناريو بيتر تشايريلي وأديلي ليم،
وبطولة كونستانس وو، هنري غولدينغ، غيما تشان، أوكوافينا، نيكو سانتوس، ليزا لو، كين جيونغ وميشيل يوه. صدر الفيلم في الولايات المتحدة في 15 أغسطس 2018، من قبل وارنر برذرز بيكتشرز. وهو أول فيلم يصدر من قبل كبرى استوديوهات هوليوود أغلبية ممثليه هم آسيويين في أجواء عصرية منذ فيلم  ذا جوي لاك كلوب من إنتاج 1993. فاقت إيرادات الفيلم 93 مليون دولار في جميع أنحاء العالم مقابل مراجعات إيجابية من قبل النقاد الذين أثنوا على الأداء والإنتاج. ليقرر إصدار الجزء الثاني منه.

## قصة الفيلم

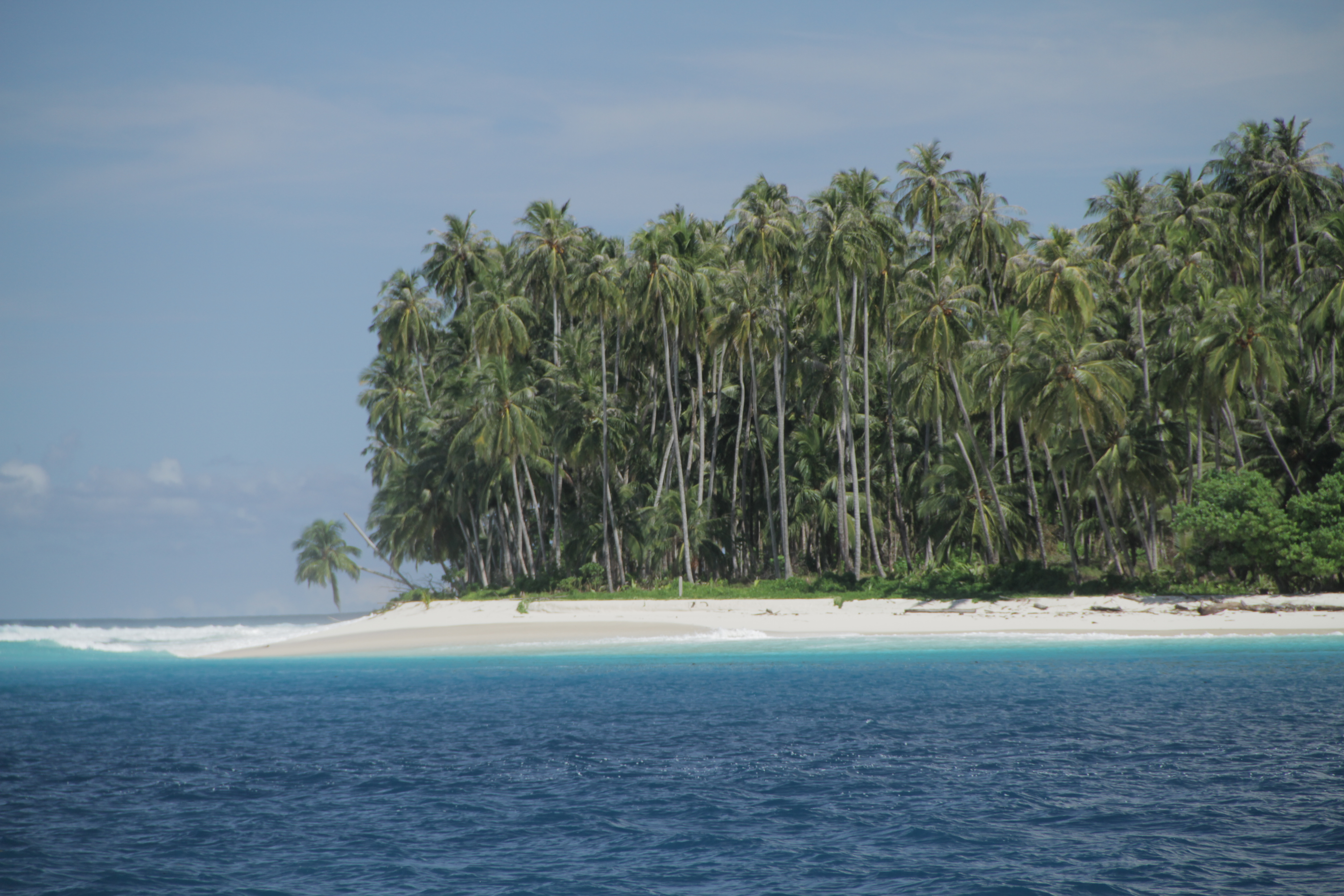
شاطئ في لانكاوي، ماليزيا حيث تم تصوير بعض المشاهد.

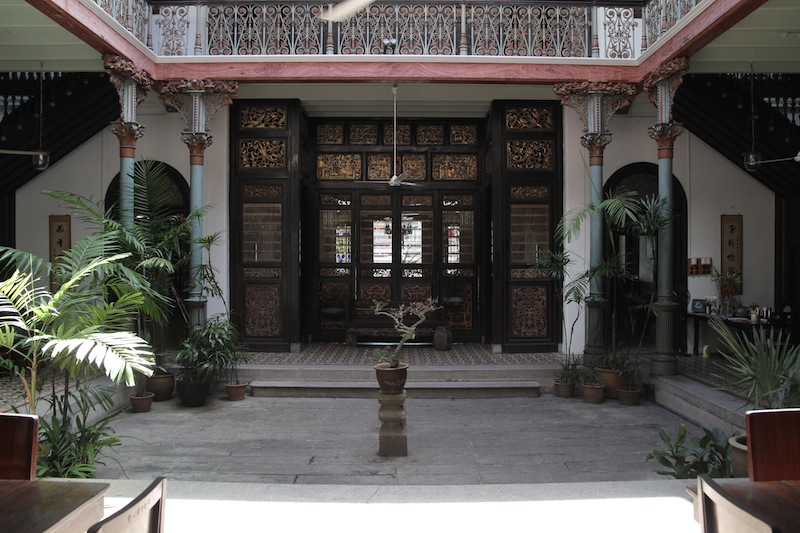
قصر تشيونغ فات تزي في نونبر 2010 في ماليزيا تم استخدامه كصالون للعب لعبة ما جونغ في الفيلم.

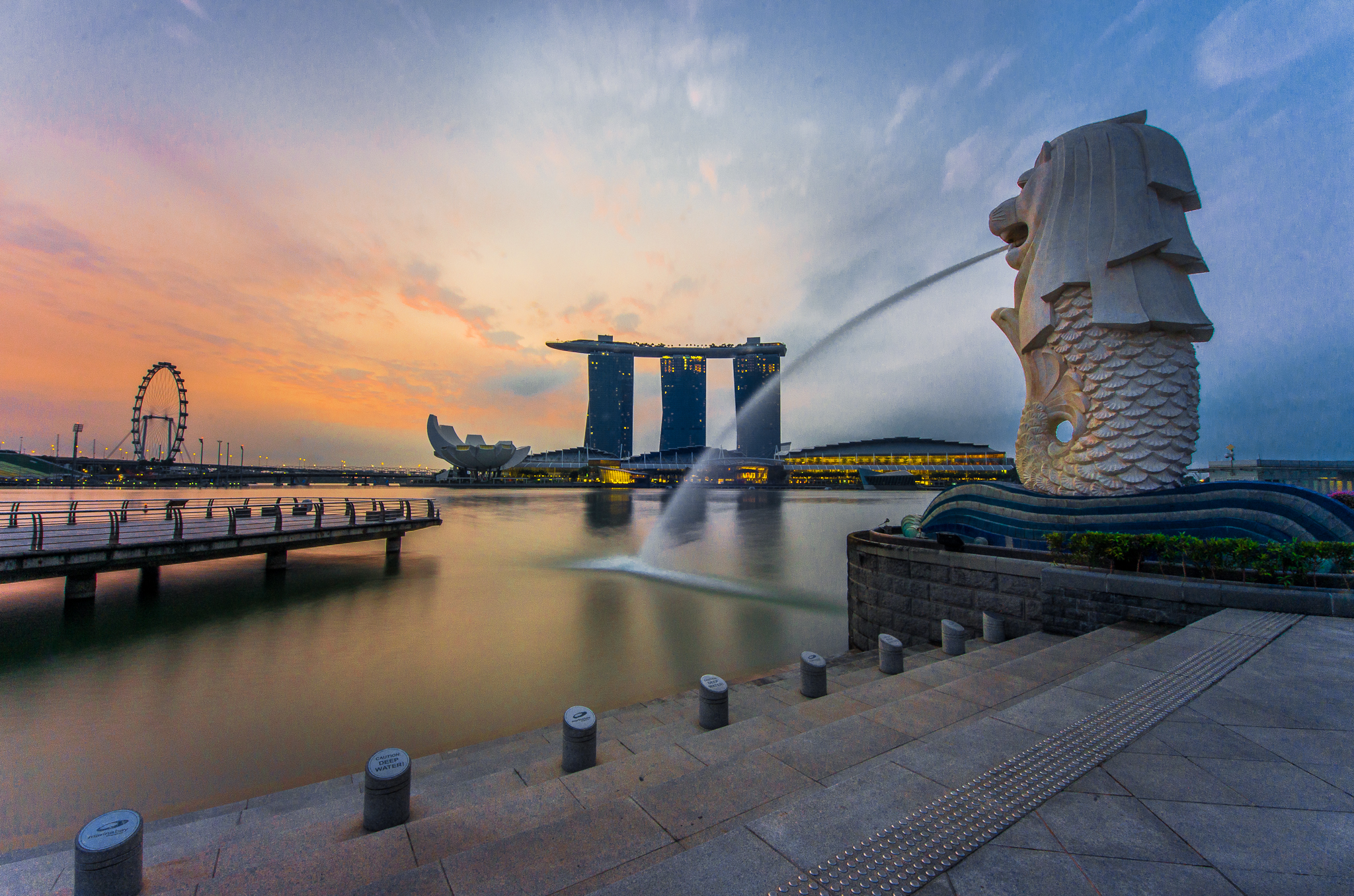
تمثال ميرليون في ساحة ميرليون، والأبراج الثلاثة لمارينا باي ساندز (مارس 2014) موقعين لتصوير الفيلم في المشاهد الختامية

رايتشيل تشو، أستاذة علم الاقتصاد في جامعة نيويورك (NYU) تقبل دعوةً من صديقها نيك يونغ –وهو أيضا أستاذ في جامعة نيويورك– لمرافقته إلى سنغافورة من أجل حضور حفل الزفاف الخاص بصديقه الحميم كولن. نيك سيكون رفيق العريس، بينما رايتشيل يمكنها مقابلة عائلة نيك والاجتماع مجددا بصديقة الطفولة بييك لين. والدة نيك، إليانور، تعلم بشأن علاقة ابنها بِرايتشيل عن طريق المقالات التي كتبت على الإنترنت بسرعة. في المطار تتفاجأ رايتشيل عندما تكتشف أن نيك حجز في جناح الدرجة الأولى من الرحلة في حين أنه قال بأن عائلته تعيش ظروفا ”متواضعة“.
عند الوصول إلى سنغافورة، تُقابل رايتشيل ونيك كلا من كولن وخطيبته أرامينتا لتناول العشاء في سوق للبائعين المتجولين. في اليوم التالي، تزور رايتشيل صديقتها بييك لين فتصحبها معها إلى حفلة منظمة من قبل أسرة نيك. هناك، تصدر عن رايتشيل مجموعة من الزلات مما يجعل صورتها في وجه إليانور أقل منزلة، فتحاول تدارك الأمر لتترك على الأقل انطباعا جيدا لدى جدة نيك.
رايتشيل تحضر إلى حفلة مخصصة للعازبات تقيمها أرامينتا في منتجع مملوك لعائلتلها، بينما نيك يحضر إلى حفلة كولن المخصصة للعازبين على متن يخت فخم مجهّز من طرف زميلهما الفظ أيام الدراسة برنارد. امرأة تدعى أماندا تصبح صديقة لرايتشيل «على ما يبدو»، ولكنها وبشكل متعمد تُقوِّض ثقة رايتشيل بنفسها قبل أن تكتشف أن أماندا كانت تواعد نيك من قبل. تقوم بعض النسوة الأخريات برمي السمك الميت ذو الرائحة الكريهة على  سرير رايتشيل وبكتابة رسالة لها تحمل كلمة «عاهرة». ابنة عم نيك المدعوة أستريد تواسي رايتشيل فتقرر هذه الأخيرة لزوم الهدوء وتتبادل أطراف الحديث مع أستريد التي قالت بأن حياتها ليست مثالية وبأن زوجها مايكل يقوم بخيانتها مع أخرى. نيك وكولن يتملصان من الحفلة على اليخت لكي يحضيا بقليل من الإسترخاء وحدهما على الماء في مكان آخر فيصرح نيك لكولن بأنه يعتزم طلب يد رايتشيل للزواج، وبالمقابل يفرح كولن عند تلقيه للخبر، ولكنه ينبه نيك إلى أن  عائلته ستستنكر أمر الزواج كما أن الاختلافات الثقافية بينهما ستحول دون استقرار علاقتهما.
يعثر نيك على رايتشيل في وضع يرثى له ومستاءة من مضايقة النساء لها ومن تكتم نيك على وضع عائلته، فيعتذر لها ويأخذها لعمل فطائر باليد مع عائلته. أعجِبت رايتشيل بخاتم خطوبة إليانور المميز، وحينها قالت لها إليانور بأنها لن تكون أبدا زوجة جيدة بما يكفي لابنها نيك. بعد ذلك قررت رايتشيل مغادرة سنغافورة ولكن بييك لين نجحت في إقناعها بأن تتحدى إليانور، فقامت بييك رفقة ابن عم نيك «أوليفر» المتمرد بتحويل مظهر  رايتشيل تماما قبل حفلة الزفاف فأصبحت في حُلة جديدة مما سيسمح لها بالاندماج بسهولة في مجتمع نيك. وفي الوقت عينه تكشف أستريد لزوجها مايكل حقيقة علمها بأمر خيانته لها فينفصلان بعد ذلك. في حفلة الزفاف، أعطت رايتشيل انطباعا جيدا وأثارت إعجاب الجميع، ولكن في بهو استقبال الضيوف نعتتها كلا من أم وجدة نيك بالكاذبة وقالتا بأن علاقتها مع نيك ستكون مستحيلة ومحرمة بعدما كشف محقق خاص أن رايتشيل ولدت جراء علاقة غير شرعية بعدما تخلت والدتها كيري عن زوجها فيما قالت رايتشيل بأن أمها أصبحت أرملة بعد وفاة أبيها في الصين، فتترك حفلة الزواج وراءها مسرعة ويلحقها نيك رغم تهديدات جدته له بأنها ستتبرأ منه.
تذهب رايتشيل للبقاء مع بييك لين، وتصل أمها «كيري» وتوضح لها أن أبوها كان يعاملها بطريقة سيئة ولا يحسن التصرف معها فوقعت في حب زميل قديم لها، وعندما أصبحت حاملا تركت الصين خوفا من انتقام زوجها وأنها حضرت بطلب من نيك فحثتها على مقابلته مجددا. عندما التقى نيك برايتشيل اقترح عليها الزواج.
تطلب رايتشيل من إليانور مقابلتها في صالون للعب لعبة ما جونغ، أثناء اللعب أخبرتها بأنها رفضت عرض ابنها نيك للزواج وبأنها لا تريد للأمر أن يكلفه عائلته مشيرة إلى أن أي زواج مستقبلي مع نيك سيكون مستحيلا لأنه ببساطة لا أحد من عائلته يحبها. إليانور ترفع قطعة فوزها في اللعبة وعندما رأت رايتشيل مجموعتها اكتشفت بأنه بإمكانها الفوز وعلى الرغم من ذلك هنّأت إليانور بفوزها وذهبت مع أمها كيري.
في النهاية قامت إليانور بزيارة ابنها نيك، وأستريد انتقلت من شقة زوجها مايكل مصطحبة ابنهما معها، أما رايتشيل وأمها كيري فحجزتا رحلة للدرجة الاقتصادية إلى الولايات المتحدة. يتدارك نيك الموقف فيصل قبل إقلاع الطائرة ويقترح على رايتشيل الزواج وهذه المرة بخاتم خطوبة إليانور الذي يورث في العائلة. تقبل رايتشيل عرض الزواج وتقرر البقاء في سنغافورة ليوم مميز ومخصص لحفلة الخطبة. في الحفلة تتحسن علاقة رايتشيل بإليانور.
في مشهد الختام يتم تصوير أستريد تتبادل نظرات الإعجاب مع خطيبها السابق تشارلي وو.

## وصلات خارجية
- الموقع الرسمي
- أغنياء آسيويون مجانين على موقع IMDb (الإنجليزية)
- أغنياء آسيويون مجانين على موقع ميتاكريتيك (الإنجليزية)
- أغنياء آسيويون مجانين على موقع روتن توميتوز (الإنجليزية)
- أغنياء آسيويون مجانين على موقع نتفليكس (الإنجليزية)
- أغنياء آسيويون مجانين على موقع ألو سيني (الفرنسية)
- أغنياء آسيويون مجانين على موقع Turner Classic Movies (الإنجليزية)
- أغنياء آسيويون مجانين على موقع بوكس أوفيس موجو (الإنجليزية)
- أغنياء آسيويون مجانين على موقع فيلمافينيتي (الإسبانية)
- أغنياء آسيويون مجانين على موقع قاعدة بيانات الفيلم (الإنجليزية)
- أغنياء آسيويون مجانين على موقع ليتربوكسد (الإنجليزية)